# Байерс, Питер
Питер Уильям Байерс (англ. Peter William Byers, 14 февраля 1944, Вангареи, Новая Зеландия) — новозеландский хоккеист (хоккей на траве), нападающий.

## Биография
Питер Байерс родился 14 февраля 1944 года в новозеландском городе Вангареи.
В 1964 году вошёл в состав сборной Новой Зеландии по хоккею на траве на Олимпийских играх в Токио, поделившей 13-14-е места. Играл на позиции нападающего, провёл 5 матчей, забил 1 мяч в ворота сборной Кении.